# 女性之赞号小巡洋舰
女性之赞号是德意志帝国所建造的十艘瞪羚级小巡洋舰的八号舰，它继承了原普鲁士双桅纵帆船女性之赞号的名称，后者在当时是通过妇女捐资建造。舰只由不来梅的威悉船厂承建，于1901年开始龙骨架设、1902年3月下水、至1903年2月投入舰队使用。其主舰炮包括有十门105毫米40倍径速射炮和两具450毫米鱼雷发射管，最高速度可达21.5节。
女性之赞号的整个职业生涯都在公海舰队的侦察部队中度过。在第一次世界大战期间，它先是参与了1914年8月的黑尔戈兰湾海战，并严重击损了英国轻巡洋舰阿瑞图萨号；而在1916年5月31日爆发的日德兰海战中，它于混乱的夜间交战时遭到南安普敦号发射的鱼雷击中，导致舰只倾覆、并连同绝大多数船员一起沉没。其残骸直至2000年才被发现，但仍处于非常良好的状态，直立在海底。

## 设计
女性之赞号的全长为104.8（343英尺10英寸），有12.40（40英尺8英寸）的舷宽和4.99（16英尺4英寸）的前吃水。它在满载情况下的排水量达3,158公噸（3,108長噸）。其推进系统由两台三胀式蒸汽机组成，设计功率为8,000匹指示馬力（6,000千瓦特），最高时速为21.5節（39.8每小時）。发动机由八台燃煤船用式水管锅炉提供动力。女性之赞号可携带700公噸（690長噸）煤，故此得以12節（22每小時）的速度续航4,400海里（8,100）。舰只的标准船员编制则为14名军官和256名水兵。
阿玛宗号的武器由十门单装105毫米40倍径速射炮组成。其中两门并排布置在艏艛前方，六门设于舰舯、每边各三门，以及两门并排布置在舰艉。这些炮支的射程为12,200（13,300碼）。它们共提供1500发弹药，其中每炮150发。舰只还配备有两具450（17.7英寸）的鱼雷管及五枚鱼雷，均浸没舷侧的船体内。阿玛宗号还受到20至25（0.79至0.98英寸）厚的装甲甲板保护，司令塔的侧面有80（3.1英寸）厚、炮支的炮挡厚度也有50（2.0英寸）。

## 服役历史

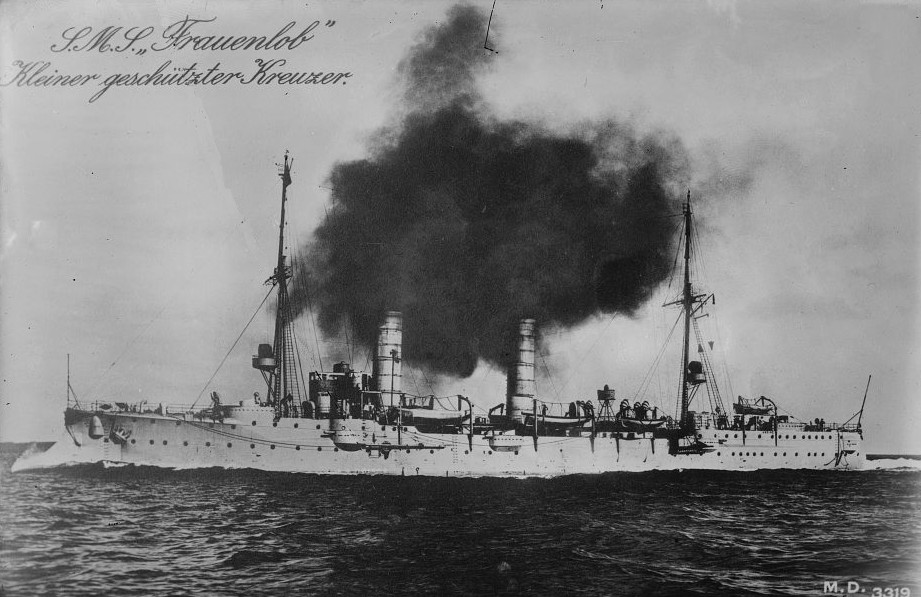
女性之赞号在战前航行

女性之赞号是根据合同代号“G”作为新增编入舰队的单位订购，并于1901年在不来梅的威悉船厂开始架设龙骨。它于1902年3月22日下水，之后展开舾装工作。在下水仪式上，时任国家海军办公室海事总局主管的海军中将威廉·冯·比克泽尔发表了演讲，而施托尔贝格-韦尼格罗德侯爵夫人安娜·克斯特里茨的罗伊斯则主持为舰只命名。其名称沿用自1853年下水的普鲁士双桅纵帆船女性之赞号，后者的建造正是得到了德国妇女的资金捐赠，故此得名以赞美女性。1903年2月17日，舰只正式投入演习舰队（Übungsflotte，即公海舰队前身）使用，随即展开海上试航。在完成了于斯卡恩角周边为期三天的连续航行后，女性之赞号于1903年4月5日抵达基尔，并被分配至第一分舰队担任侦察巡洋舰，但仍需要进行更多的测试。随后，它从5月7日至6月10日跟随分舰队参加了前往西班牙的巡航，以及后续的训练巡航及演习，期间曾先后到访挪威和荷兰。1905年5月29日，舰只在离开不来梅港时，因方向舵卷入淤泥而擱淺，但并未受损。1906年，女性之赞号在舰长、海军中校罗伯特·米施克的率领下，赢得了小巡洋舰类别的“恺萨射术奖（Kaiser-Schießpreis）”，但它发射的鱼雷却击沉了自身舰载的大舢板。1908年1月19日，女性之赞号作为最后一艘瞪羚级舰只从舰队退役。其指挥官及大多数船员都被转移至新近入役的小巡洋舰斯德丁号。
1912年夏季，置于预备役的巡洋舰开始进行大修。四门上甲板炮被移除，并以十门37（1.5英寸）炮作替代，使舰只可以作教练船使用。尽管改造已于1913年1月完成，但女性之赞号仍然未获使用。直至第一次世界大战爆发，女性之赞号才于1914年8月2日重新进入舰队服役。同年8月28日，它在黑尔戈兰湾海战中参与了首次行动。英国的哈里奇部队在海军准将雷金纳德·蒂尔维特的率领下，以两艘轻巡洋舰和三十三艘驱逐舰袭击了黑尔戈兰湾的德国巡逻线。女性之赞号驻扎在黑尔戈兰岛西南以支援巡逻线。在大约09:00，女性之赞号与斯德丁号被派出驰援陷入困境的德国巡逻舰船。
女性之赞号于随后不久便遭遇了英国轻巡洋舰阿瑞图萨号，并于09:09开火。它很快进入了射程，对英舰取得了25－33次命中，使对方的所有武器均告失效并造成严重伤害。一枚炮弹引爆了柯代火药的药引，并使阿瑞图萨号起火。舰只的轮机舱被水浸没，速度下降至10節（19每小時）。为了避免火灾的侵袭，它转舵向右舷，但女性之赞号继续紧跟受损严重的英国巡洋舰，直至它在大雾中消失。作为回击，女性之赞号也遭到10次命中，但并未造成明显破坏；共计有5人罹难及32人受伤。幸运的是，女性之赞号并未遭遇那些赶往驰援蒂尔维特的英国精锐部队，而小巡洋舰科隆号、美因茨号、阿里阿德涅号以及鱼雷艇V187号均于当日遭它们击沉。交战结束后，女性之赞号负责拖曳严重受损的扫雷舰T33号，并将它送回黑尔戈兰岛，然后前往威廉港。
在1916年5月31日至6月1日爆发的日德兰海战中，女性之赞号被派往第四侦察集群，受海军准将路德维希·冯·罗伊特指挥，负责掩护公海舰队。该集群还包括有小巡洋舰斯德丁号、慕尼黑号、斯图加特号和汉堡号，这是潜艇区舰队的旗舰。直至5月31日傍晚，女性之赞号才实际参与作战；在19:15左右，第四侦察集群遭遇了英国第3轻巡洋分舰队，并与它们简要交战，但由于能见度不佳，仅斯德丁号及慕尼黑号进行了较长却没有效果的开火。

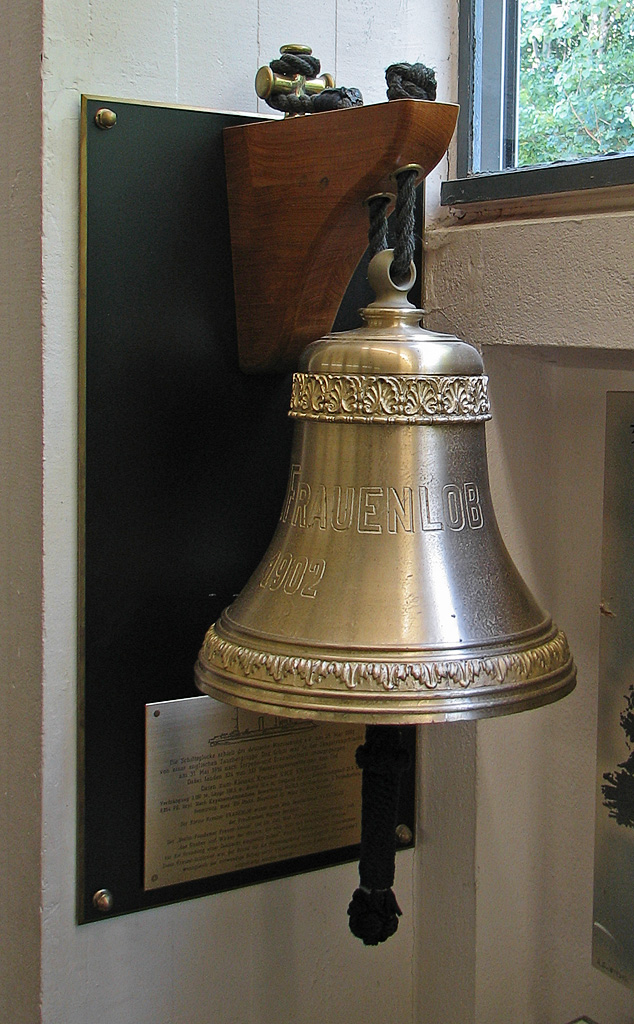
女性之赞号舰钟

其后，在混乱的夜晚战斗期间，战列巡洋舰塞德利茨号和毛奇号因在极近的范围内略过编队前方的斯德丁号，迫使整个侦察集群掉队，不慎与敌方海军准将威廉·古迪纳夫率领的第2轻巡洋分舰队相遇。在相距仅730（2,400英尺）的范围内，一场猛烈的交战就此展开。女性之赞号与第四侦察集群的其它成员一样，向南安普敦号和都柏林号开火，两艘舰均遭到严重破坏。然而，作为回击，由南安普敦号发射的一枚鱼雷于22:15左右击中女性之赞号，从而切断了其电力并引发严重水浸。英方的6英寸（150）炮还引燃了甲板，女性之赞号迅速向左舷倾覆并沉没，夺去12名军官和308名水兵的性命。全部332名船员中仅8人幸存。死难者中特别值得注意的是二级下士安东·施密特，他作为一名炮手在身负重伤的情况下仍坚守岗位，并随舰下沉。其后，纳粹德国海军建造的一艘驱逐舰便以安东·施密特号命名。

## 残骸
2000年，女性之赞号的残骸被丹麦潜水员所探明。英国海洋考古学家英尼斯·麦卡特尼随即组织了一次潜水，确认沉船垂直立于海底，并基本完好无损。船员的骸骨则仍然散落在沉没巡洋舰周围。当麦克特尼的团队于2001年起获舰钟后，舰只残骸得到明确鉴定。他们将舰钟捐赠予基尔附近的拉博厄海军纪念馆，并在当地展出至今。